# Morawa Airport
Morawa Airport är en flygplats i Australien. Den ligger i kommunen Morawa och delstaten Western Australia, omkring 310 kilometer norr om delstatshuvudstaden Perth. Morawa Airport ligger 273 meter över havet.
Trakten runt Morawa Airport är nära nog obefolkad, med mindre än två invånare per kvadratkilometer.. Närmaste större samhälle är Morawa, nära Morawa Airport.
Omgivningarna runt Morawa Airport är i huvudsak ett öppet busklandskap. Genomsnittlig årsnederbörd är 345 millimeter. Den regnigaste månaden är juni, med i genomsnitt 53 mm nederbörd, och den torraste är februari, med 8 mm nederbörd.